# Tragopogon sabulosus
Tragopogon sabulosus là một loài thực vật có hoa trong họ Cúc. Loài này được Krasch. & S.A.Nikitin miêu tả khoa học đầu tiên năm 1930.